# Senecio macrocarpus
Senecio macrocarpus là một loài thực vật có hoa trong họ Cúc. Loài này được F.Muell. ex Belcher miêu tả khoa học đầu tiên năm 1983.